# کریم آتشی
کریم آتشی (زادهٔ ۵ فروردین ۱۳۴۳) کارگردان و فیلم‌نامه‌نویس اهل ایران است.

## زندگی‌نامه
آتشی در ۵ فروردین ۱۳۴۳ در شهر ری زاده شد. فعالیت هنری را با کارگردانی فیلم‌های کوتاه در ۱۳۶۹ آغاز کرد.
او فارغ‌التحصیل کارشناسی مهندسی عمران و دکترای علوم سیاسی است.
آتشی از مصدومین شیمیایی جنگ ایران و عراق است و به این دلیل دچار مشکلات تنفسی است. او در سال ۱۳۹۱ به‌دلیل سکته قلبی در بیمارستان پاسارگاد بستری شده بود.

### ازدواج
او همسر سابق مرجانه گلچین است. گلچین در سال ۱۳۹۵ گفت که آتشی مخالف فعالیت هنری او بوده‌است و به‌همین دلیل گلچین ده سال از بازیگری کناره گرفته بود.

### قتل
آتشی روز ۱۹ شهریورماه ۹۹ پس از اختلاف با همسایه خود در خیابان خواجه نصیر، خیابان شریعتی او را با شلیک گلوله اسلحه کلاشنیکف به قتل رساند. او که با اسلحه در محل قتل پناه گرفته بود با حمله ماموران نوپو بازداشت شد. او قبلاً تعدادی اسلحه برای فیلمبرداری دریافت کرده بود که یکی را برنگردانده بود و در نهایت با همین اسلحه مرتکب قتل شد.

## فیلم‌شناسی

### کارگردان
- نطفه شوم (۱۳۸۷)
- متهم (۱۳۷۵)
- سلام به انتظار (۱۳۷۴)
- انتهای قدرت (۱۳۷۳)
- پنجاه روز التهاب (۱۳۷۲)

### فیلم‌نامه‌نویس
- نطفه شوم (۱۳۸۷)
- متهم (۱۳۷۵)
- سلام به انتظار (۱۳۷۴)
- انتهای قدرت (۱۳۷۳)
- پنجاه روز التهاب (۱۳۷۲)

### تهیه‌کننده
- پنجاه روز التهاب (۱۳۷۲)